# موريو أساكا
موريو أساكا (باليابانية: 浅香守生) من مواليد 11 مارس 1967 في محافظة هيوجو، هو مخرج أنمي ياباني يعمل في استوديو مادهاوس.

## أعماله
- الليث الأبيض
- ابنتي العزيزة
- كارد كابتور ساكورا
- مونستر
- ديفل ماي كراي
- كليمور
- تشيهايافورو
- كارد كابتور ساكورا: بطاقات كلير

## وصلات خارجية
- موريو أساكا  في شبكة أخبار الأنمي
- موريو أساكا على موقع IMDb (الإنجليزية)
- موريو أساكا على موقع ألو سيني (الفرنسية)
- موريو أساكا على موقع قاعدة بيانات الأفلام السويدية (السويدية)
- موريو أساكا على موقع قاعدة بيانات الفيلم (الإنجليزية)
- موريو أساكا على موقع كينوبويسك (الروسية)
- موريو أساكا على موقع ANN person (الإنجليزية)